# Augusto César Sandino

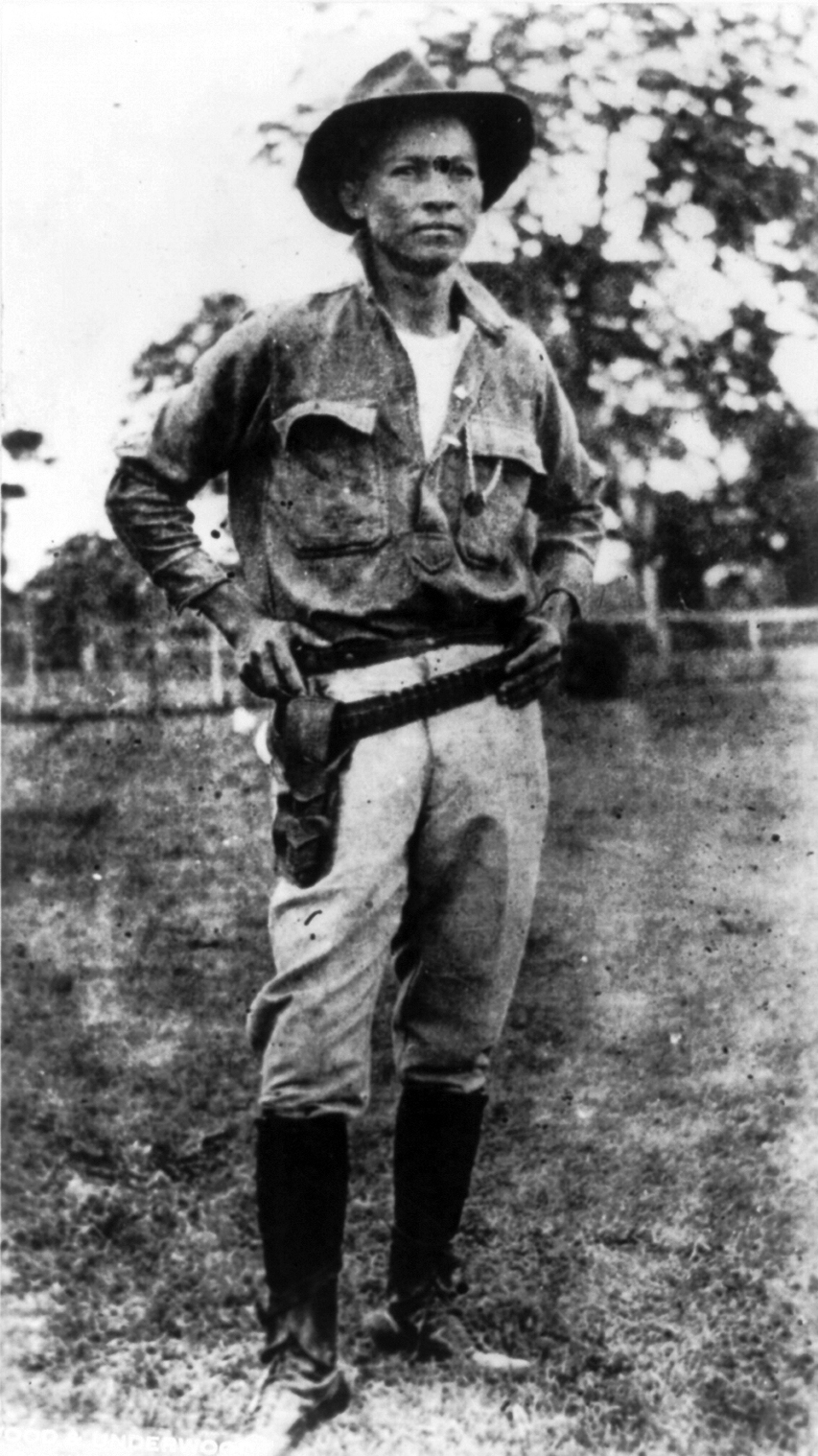
Augusto César Sandino, 1928

Augusto César Sandino (* 18. Mai 1895 in Niquinohomo als Augusto Nicolás Calderón Sandino; † 21. Februar 1934 in Managua) war ein nicaraguanischer Guerillaführer, Kopf des Widerstands gegen die US-Besatzung in Nicaragua und ein Anhänger des Hispanoamerikanismus.

## Leben

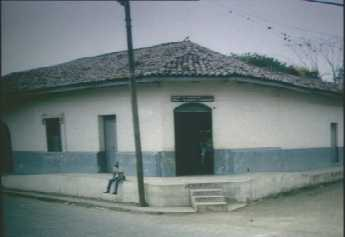
Geburtshaus Sandinos in Niquinohomo

### Herkunft und Politisierung
Sandino wurde in San Rafael del Norte, einem Weiler in der Gemeinde Niquinohomo als unehelicher Sohn von Gregorio Sandino, einem als Verwalter tätigen Kaffeebauern mit eigenem kleinem Landbesitz, und Margarita Calderón, einer Mestizin und Angestellten der Plantage seines Vaters, geboren.
Mit neun Jahren schickte ihn seine Mutter für einige Jahre zu seiner Großmutter, bis er später bei der Familie seines Vaters wohnte und arbeitete. Seine erste Arbeit bestand im Transport landwirtschaftlicher Erzeugnisse in die umliegenden Städte.
Mit 17 Jahren erlebte Sandino im Juli 1912 die erste Intervention US-amerikanischer Streitkräfte in Nicaragua. Diese kamen dem Präsidenten Adolfo Díaz gegen einen Aufstand des Generals Benjamín Zeledón zu Hilfe. Zeledón, der von US-Soldaten erschossen wurde, wurde zu seinem Vorbild. Bei einer handgreiflichen Auseinandersetzung um einen Bohnenverkauf schoss Sandino Dagoberto Rivas, dem Sohn eines Abgeordneten des Partido Conservador, am 20. Juni 1920 mit einem Revolver ins linke Bein.

### Arbeitsmigrant im Norden

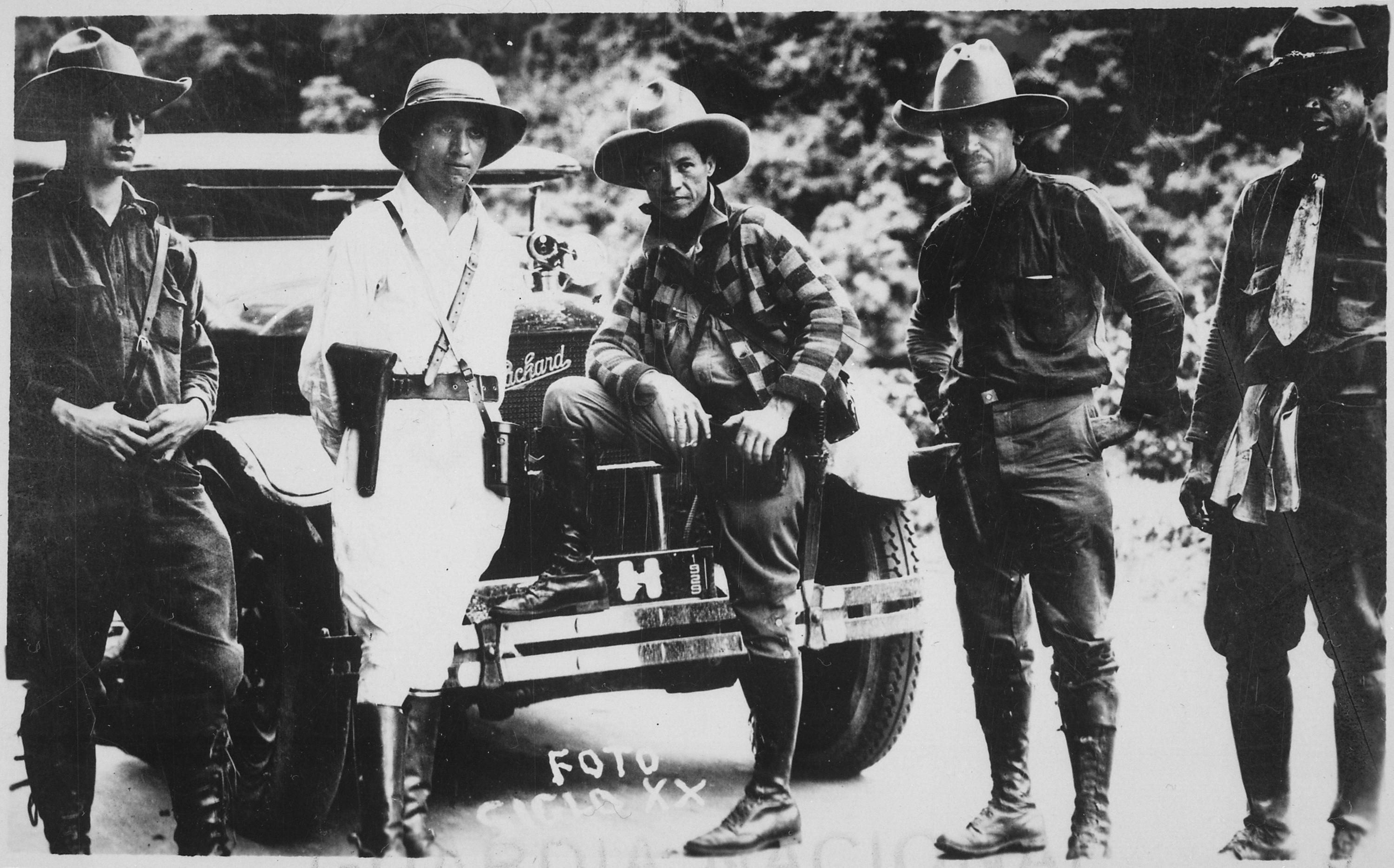
Sandino (Mitte) auf dem Weg nach Mexiko

Sandino fuhr um 1921 mit dem Zug nach La Ceiba. Zunächst arbeitete er im Goldbergbau, dann war er als Wächter im Rumlager eines Ingenio Montecristo der Honduras Sugar & Distilling Company angestellt. Im weiteren Verlauf des Jahres 1923 ging Sandino nach Quiriguá in Guatemala, wo er als Knecht bzw. auch als Mechaniker in einer Bananenplantage der United Fruit Company arbeitete. Später im selben Jahr ging Sandino nach Tampico in Mexiko, dort arbeitete er für die South Penn Oil Company. 1925 ging er in das Camp der Huasteca Petroleum Company in Cerro Azul in Vera Cruz und leitete die Abteilung Benzinvertrieb. Um 1926 hatte er erste Kontakte zu Mitgliedern der örtlichen Freimaurerloge aufgebaut. Zu dieser Zeit verfügte er über Ersparnisse im Umfang von rund 5000 US-Dollar.

### Guerra Constitucionalista
Im Juni 1926 kehrte Sandino nach Nicaragua zurück und arbeitete im Bergbau nahe San Albino in Nueva Segovia. Zu einem Aufstand der Partido Liberal gegen die Regierung von Emiliano Chamorro Vargas und dessen Nachfolger Adolfo Díaz landeten im August 1926 US-Marines im Hafen von Corinto und begannen damit die zweite US-Intervention in Nicaragua und damit den später so genannten Guerra Constitucionalista. In einer Mine eines US-Konzerns in San Albino warb Sandino als Sekretär des Zahlmeisters seine Kollegen für eine Grupo Armado Liberal (Bewaffnete Befreiungsgruppe). Am 2. November 1926 scheiterte er mit 29 Mitstreitern bei einem Angriff auf die Stadt El Jícaro im Norden des Landes. Anschließend zog sich seine Truppe nach El Chipote am Río Coco im Departement Nueva Segovia zurück. Carleton Beals von The Nation begleitete das Ejército Defensor de la Soberanía de Nicaragua vom 22. Februar bis zum 18. April 1928. Im April 1928 besetzte die Grupo Armado Liberal Minen von G. Fred & D. Watson Fletcher am Río Pis Pis, Nicaragua, und zündete sie an. 1928 war Farabundo Martí als Vertreter der Liga Antiimperialista de las Americas mit fünf weiteren Arbeitern aus El Salvador bei der Truppe von Sandino, anschließend gründete er das Hands Off Nicaragua Committee. Präsident Calvin Coolidge sandte 6000 Marines nach Nicaragua, die Offiziere sagten zu den Marines „Get Sandino dead or alive!“ (Deutsch „Schnappt euch Sandino tot oder lebendig!“). Der sechste Kongress der Kommunistischen Internationale in Moskau 1928 hatte Sandinos Kampf als heldenhaft anerkannt.

### Pacto del Espino Negro

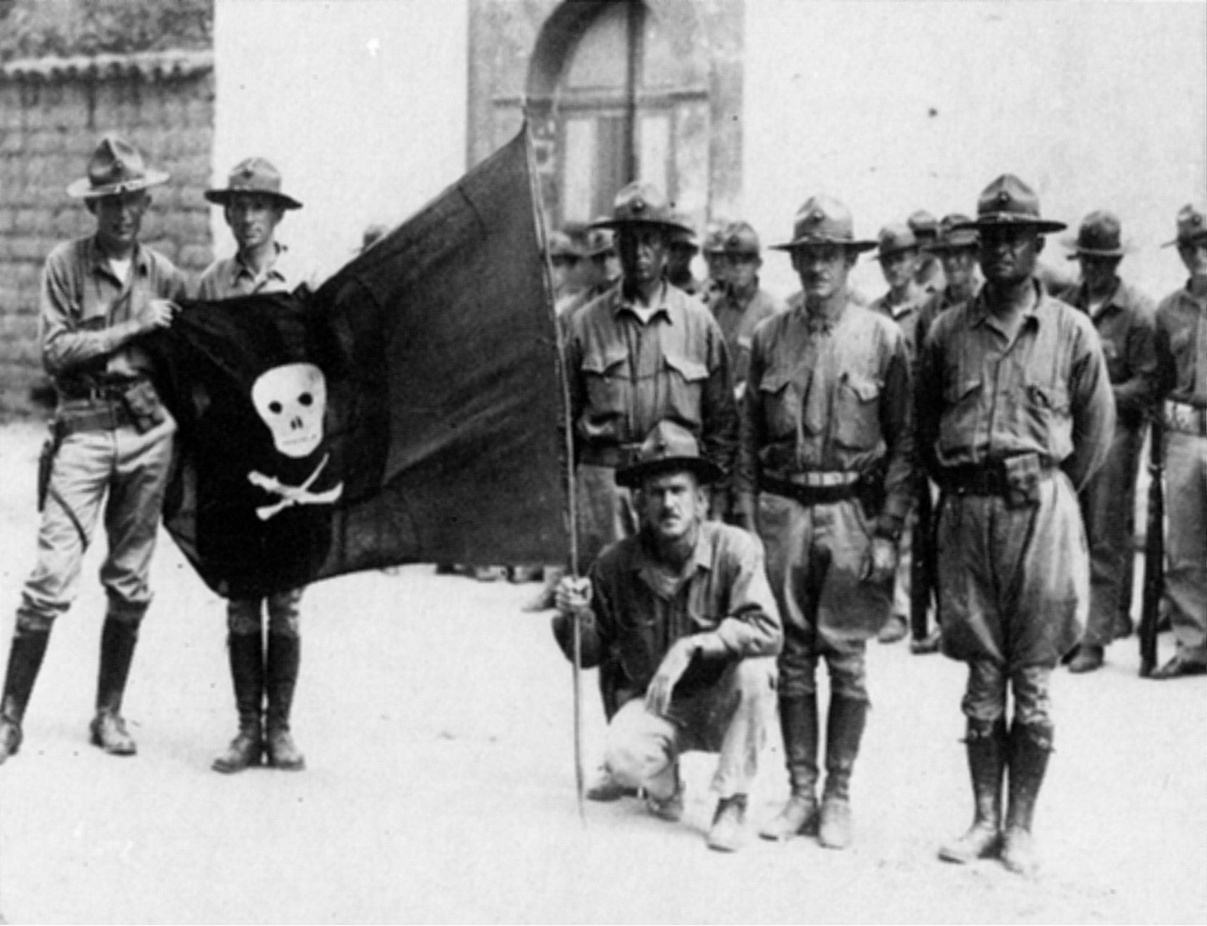
Die Flagge von General Sandino 1932

Die Generäle der Partido Liberal José María Moncada und Juan Bautista Sacasa kämpften bis zum 4. Mai 1929, dann schlossen sie bei Tipitapa mit dem vom US-Präsidenten Calvin Coolidge gesandten Henry L. Stimson unter einem Pflaumenbaum (spanisch: Espino Negro) den Pacto del Espino Negro.
Nach der Amtszeit von Díaz durfte Moncada und anschließend Sacasa Präsident werden.

### General de Hombres Libres
Als General de Hombres Libres (General der freien Männer) führte Sandino mit den Mitgliedern des Ejército Defensor de la Soberanía Nacional (EDSN), wobei es sich situationsabhängig um 2000 bis 6000 Kämpfer handelte, im Norden den Kampf fort. Im Juni 1929 kam Sandino nach Mérida. Laut Times Magazine war Sandino für die Tötung von 135 US-Marines verantwortlich. Am 2. Januar 1933, einen Tag nach dem Amtsantritt von Sacasa als Präsident, zogen die US-Marines vereinbarungsgemäß aus Nicaragua ab. Zuvor hatten sie eine nicaraguanische Nationalgarde aufgestellt und ausgebildet, deren Oberbefehl bei ihrem Vertrauten Anastasio Somoza García lag.

### Kooperative am Río Coco

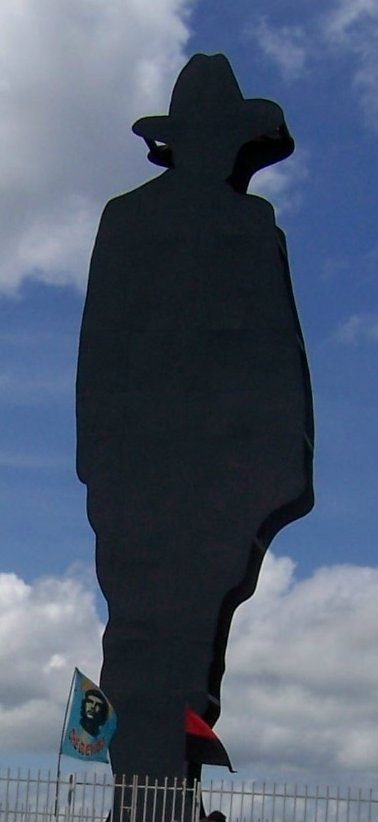
Sandino-Denkmal in Tiscapa

Nach dem Abzug der US-Truppen legte das EDSN die Waffen nieder und betrieb als Kooperative eine Plantage, welche sie sich erbeten hatten. Während eines Banketts in Managua, zu dem Präsident Sacasa am 21. Februar 1934 Sandino und seine Offiziere geladen hatte, wurden diese von der Nationalgarde Anastasio Somoza Garcías ermordet. Der Vertreter des Ejército Defensor de la Soberanía de Nicaragua in Mexiko war Pedro José Zepeda.

## Erinnerungskultur
1961 benannte sich die Frente Sandinista de Liberación Nacional nach ihm, berief sich auf seine Ideen und hat mittlerweile auf seinen Namen Gebrauchsmusterschutz.
Der Aeropuerto Internacional Augusto C. Sandino in Managua und die Avenida Augusto Sandino sind nach ihm benannt. 1990 wurde auf der Loma de Tiscapa eine Skulptur Sandinos im Stil eines Schattenrisses aufgestellt.
In Ouagadougou wurde eine Straße nach ihm benannt.
Im Berliner Bezirk Lichtenberg, im Stadtteil Alt-Hohenschönhausen wurde eine Straße nach ihm benannt. 

## Filme
- Sandino (Chile/Spanien/Kuba/Mexiko/Nicaragua 1990, deutscher Titel Sandino – ein Leben für Nicaragua), Regie: Miguel Littín, mit Kris Kristofferson als Tom Holte, Joaquim de Almeida als Sandino, Dean Stockwell als Captain Hatfield, Ángela Molina als Teresa Villatoro und Victoria Abril als Blanca Arauz. Deutsche Erstausstrahlung am 21. November 1995 auf SAT 1.
- Flieger (USA 1929, Regie: Frank Capra, mit Jimmy de la Cruze als "Lobo" Sandino).